# Сторнарелла
Сторнарелла (итал. Stornarella) — коммуна в Италии, располагается в регионе Апулия, в провинции Фоджа.
Население составляет 5006 человек (2008 г.), плотность населения составляет 152 чел./км². Занимает площадь 34 км². Почтовый индекс — 71048. Телефонный код — 0885.
Покровителями коммуны почитаются Пресвятая Богородица (Madonna della Stella), празднование 4, 5 и 6 августа, и san Francesco da Paola, празднование 2 апреля.

## Демография
Динамика населения:

## Администрация коммуны
- Официальный сайт: http://www.comune.stornarella.fg.it/